# 사토 유키 (축구 선수)
사토 유키(일본어: 佐藤 悠希, 1988년 2월 13일 ~ )는 일본의 전 축구 선수이다.

## 구단 경력
그는 2014년부터 2018년까지 J리그의 AC 나가노 파르세이루에서 활동하였다.